# 대전중앙교회 (감리교)
대전중앙교회(大田中央敎會) 또는 대전중앙감리교회는 대한민국의 감리교 교회이다. 기독교대한감리회에 소속이며 대전 유성구 원신흥동에 있다.
미군정 충남 민정관이며 대전에서 가장 오래된 교회 중 하나인 대전제일감리교회 담임목사를 지낸 남천우가 1947년 11월 인근에 설립한 교회이다. 1951년에 남천우의 아들인 남기철이 제2대 담임목사로 부임했다. 이후 중부교회 등 여러 교회를 분립시켰다.
교회의 표어는 "오직 예수"이다.

## 연혁
- 1947년 11월 : 교회 설립 (대전 중구 대흥동)
- 1948년 : 대흥동 적산건물로 예배처 이동
- 1950년 : 한국 전쟁으로 예배처 손실
- 1952년 : 대흥동 대지 100평 구입
- 1954년 : 예배당 건축
- 1955년 : 대전보육초급대학(현 배재대학교) 개교
- 1957년 : 중부교회 분리
- 1965년 : 예배당 신축
- 1966년 : 중부교회 통합
- 1973년 : 예배당 증축
- 1982년 : 예배당 이전 (대전 서구 가장동)
- 2014년 : 예배당 이전 (대전시 유성구 원신흥동 522-2. 도안 신도시 대전체고 옆)

## 참고자료
- “교회 연혁”. 대전중앙교회. 2008년 6월 9일에 확인함.[깨진 링크(과거 내용 찾기)]